# Tell Me Why (Genesis)
Tell Me Why è un singolo del gruppo musicale britannico Genesis, pubblicato l'8 febbraio 1993 come sesto estratto dal quattordicesimo album in studio We Can't Dance.

## Descrizione
Il testo della canzone riguarda le cattive notizie che si sentono in televisione con particolare riferimento alla guerra del golfo di quegli anni.

## Video musicale
Il videoclip del brano mette in evidenza i bambini sofferenti dalla fame e dalla guerra.

## Classifiche
| Classifica (1993) | Posizione massima |
| ----------------- | ----------------- |
| Francia           | 27                |
| Germania          | 51                |
| Paesi Bassi       | 37                |
| Regno Unito       | 40                |